# Torsione (geometria differenziale)

Torsione dei piani tangenti lungo una geodetica.

In geometria differenziale, la torsione è un tensore che misura il grado di torsione degli spazi tangenti lungo una geodetica in una varietà differenziabile dotata di connessione (e quindi di un trasporto parallelo che permette di spostare gli spazi tangenti lungo la curva). La nozione è quindi ispirata a quella di torsione di una curva nello spazio usata nella geometria differenziale delle curve.
In una varietà riemanniana la torsione è sempre nulla. Infatti la connessione di Levi-Civita usata in geometria riemanniana è precisamente l'unica connessione senza torsione che preserva la metrica.

## Definizione
Sia {\displaystyle M} una varietà differenziabile dotata di una connessione. Il tensore di torsione è il campo tensoriale {\displaystyle T} di tipo (1,2) definito dalla relazione
{\displaystyle T(X,Y)=\nabla _{X}Y-\nabla _{Y}X-[X,Y].}
I simboli {\displaystyle \nabla } e {\displaystyle [,]} indicano rispettivamente la derivata covariante e le parentesi di Lie.
La torsione può essere definita equivalentemente facendo uso della notazione con indici dei tensori e dei simboli di Christoffel. La torsione è il tensore che in una qualsiasi carta è rappresentabile come
{\displaystyle T_{ij}^{k}=\Gamma _{ij}^{k}-\Gamma _{ji}^{k}.}
I simboli di Christoffel non sono tensori, ma la differenza fra due simboli di Christoffel è sempre un tensore.

## Proprietà

### Funzioni scalari
Se {\displaystyle f} è una funzione liscia (cioè un campo scalare) su {\displaystyle M}, vale la relazione seguente, espressa usando la notazione di Einstein:
{\displaystyle (\nabla _{a}\nabla _{b}-\nabla _{b}\nabla _{a})f=T_{ab}^{c}\nabla _{c}f.}
La torsione è quindi precisamente il tensore che codifica il fallimento del teorema di Schwarz per la derivata covariante, quando applicata a delle funzioni lisce. Il tensore è quindi nullo se e solo se il teorema di Schwarz continua a valere per le funzioni. Il fallimento del teorema di Schwarz per la derivata covariante applicata a campi vettoriali è invece codificato dal tensore di Riemann.